# Nastasja Schunk
Nastasja Mariana Schunk (Mainz, 8 de agosto de 2003) es una tenista alemana.

## Carrera

### Junior
Schunk llegó a la final de Wimbledon 2021, pero perdió contra Ane Mintegi del Olmo.

### Profesional
En 2021 tuvo su debut en el WTA Tour en el 500 de Stuttgart. En la primera ronda del torneo perdió contra Belinda Bencic. En 2022 participó por primera vez en un WTA 1000 en el Miami Open, donde perdió en primera ronda contra Yúliya Putíntseva.
Debutó en Grand Slam en Roland Garros 2022. Perdió en la primera ronda del torneo contra la ex número uno del mundo, Simona Halep. Participó en Wimbledon 2022, donde perdió en la primera ronda contra Mihaela Buzărnescu.